# Mashhad (shahrestan)
Mashhad (persiska: مشهد), eller Shahrestan-e Mashhad (شهرستان مشهد), är en delprovins (shahrestan) i Iran. Den ligger i den nordöstra delen av landet, i provinsen Razavikhorasan. Administrativt centrum är landets näst största stad Mashhad.
Delprovinsen hade 3 372 660 invånare 2016.